# Anthony Powell
Anthony Powell (Manchester, 2 de junho de 1935 - Londres, 16 de abril de 2021) foi um figurinista britânico. Venceu o Oscar de melhor figurino em três ocasiões: por Travels with My Aunt, Death on the Nile e Tess.
Morreu em 16 de abril de 2021, aos 85 anos, em Londres.